# Technische Gediminas-Universiteit Vilnius
De Technische Gediminas-Universiteit Vilnius (Vilniaus Gedimino technikos universitetas) is een technische universiteit in de Litouwse hoofdstad Vilnius. De universiteit werd opgericht in 1956 en draagt sinds 1996 de naam van de Litouwse grootvorst Gediminas. Het is een openbare universiteit, met ruim 11 duizend studenten en duizend stafleden verdeeld over 10 faculteiten.